# Dorculus
Dorculus es un género de coleóptero de la familia Lucanidae.

## Especies
Las especies de este género son:
- Dorculus bouvieri
- Dorculus difformipes
- Dorculus lombokensis